# Josse-François-Joseph Benaut
 (décembre 2022).
Si vous disposez d'ouvrages ou d'articles de référence ou si vous connaissez des sites web de qualité traitant du thème abordé ici, merci de compléter l'article en donnant les références utiles à sa vérifiabilité et en les liant à la section « Notes et références ».
Josse-François-Joseph Benaut, né le 30 septembre 1741 à Gullegem (Flandre-Occidentale) et guillotiné le 13 juillet 1794  à Paris, est un organiste, claveciniste et compositeur belge.

## Carrière musicale
Fils de Charles Benaut, organiste à Wulveringen en Flandre, Josse-François-Joseph Benaut s’installa à Paris comme maitre de clavecin et épousa en 1771 la fille d’un marchand d’origine flamande.
Entre 1772 et 1784 il eut une activité prodigieuse d’auteur, de compilateur et d’éditeur de musique, menant une carrière individuelle, en dehors de la cour et des institutions musicales traditionnelles, peut-être faute de possibilité. Il chercha à s’attirer la protection des dames de la noblesse et de la bourgeoisie aisée, et en particulier des supérieures de communautés religieuses, mais ne parait pas avoir trouvé de véritable mécène. 
Benaut vivait de ses publications et de ses leçons. Se conformant au goût du public et aux règles du marché, il usa de la liberté de la gravure musicale et de l’absence de protection du droit d’auteur pour tirer profit des succès des autres, en publiant de multiples arrangements. Pour diffuser son abondante production, il proposa à partir de 1776 des abonnements à ses différents ouvrages. Il édita également quelques œuvres d’autres compositeurs. Il offrait ses services comme professeur de composition, de clavecin, de piano-forte et même de tympanon et de psaltérion, et pouvait « composer exprès et de fournir en manuscrit, pour les couvents ou la province, des motets, pièces d’orgue, messes, Magnificat, etc. » Il tenait l’orgue pour les Dominicaines de la Croix à l’occasion des grandes fêtes, et fut le maitre de clavecin de plusieurs communautés religieuses. 

## Carrière ecclésiastique
Benaut s’installa en 1783 à l’hôtel de Soubise, sans doute sous la protection du prince de Soubise, et publia encore quelques recueils. Il reçut peut-être les ordres sacrés dès cette époque, et au plus tard en 1788. Ses activités musicales durent alors lui paraitre peu compatibles avec la dignité de son nouvel état. Sa fille, Marie-Thérèse-Louise, prit le relais, en publiant en 1787 et 1788, à l’âge de 9 et 10 ans, six recueils d’arrangements pour clavecin ou piano-forte.
Ayant prêté serment à la Constitution civile du clergé de 1790, il fut élu curé de Saint-Cyr en 1791 et s’installa dans le presbytère de sa cure, où il vivait assez confortablement avec sa fille, entouré de ses instruments et livres de musique. Prêtre constitutionnel, il pouvait se croire en sécurité, mais il fut victime du régime de Terreur instauré par la Convention nationale. Le comité de surveillance de Saint-Cyr attira l’attention du district de Versailles sur le curé Benaut, accusé en particulier de « fanatiser les malades » de l’hôpital et d’avoir « des intelligences avec les rebelles de la Vendée ». Arrêté en novembre 1793, il comparut le 25 messidor an II (13 juillet 1794) devant le Tribunal révolutionnaire et fut guillotiné le même jour sur la Place du Trône renversé.
Sa fille trouva refuge à Paris chez sa marraine, qui la plaça comme lingère. Elle mourut d’une « fièvre putride » l’année suivante, vers le mois d’août 1795, à l’âge de 17 ans.

## Œuvre musicale
Benaut publia entre 1772 et 1784 plus de deux cent soixante ouvrages, dont quelque cent vingt nous sont parvenus.
Son œuvre se compose en majeure partie d’arrangements d’airs et d’ouvertures des opéras et opéras-comiques de l’époque. Ils sont écrits pour diverses formations : pour clavecin ou piano-forte seul, pour clavecin ou piano-forte avec accompagnement d’un violon et d’un violoncelle ad libitum, pour deux violons avec la basse chiffrée, pour deux violons ou flûtes et violoncelle ad libitum. Benaut ne semble pas avoir pris parti dans les querelles musicales de son temps ; il adaptait tous les succès de la scène parisienne, des auteurs français, italiens ou allemands. Cette activité de compilation, qui vivait de la mode et des succès des autres, Benaut la partageait avec de très nombreux auteurs, comme Beauvarlet-Charpentier, Legat de Furcy, Jean-François Tapray ou Holaind, mais il fut sans conteste le plus prolifique d’entre eux.
En dehors de ces arrangements, Benaut est aussi l’auteur de motets sur O sacrum avec la basse chiffrée, d’une marche pour ensemble à vent dédiée au duc de Liancourt, restée manuscrite, de quelques pièces de circonstance et peut-être aussi de deux concertos. 
Son œuvre originale pour clavecin ou piano-forte se compose d’un Premier [et unique] livre des pièces de clavecin ou le piano-forte (1773), dédié à la Princesse de Robeck et gravé par "Madame son épouse", trois sonates avec accompagnement d’un violon, et de variations. Benaut destinait toujours ses recueils à la fois au clavecin et au piano-forte, sans doute pour ne pas restreindre sa clientèle potentielle. Son écriture convient davantage aux moyens expressifs du piano, mais sans exclure le clavecin. Le livre de 1773 se compose de treize pièces qui se veulent autant de portraits, dans la tradition française, mais Benaut écrivait dans le style galant qui se développait sous l’influence des musiciens étrangers.
L’œuvre d’orgue de Benaut se compose d’au moins douze messes, six Magnificat, six hymnes, treize livres de versets, un Livre des noëls avec variations, un Carillon pour les premières vespres des morts, un O filii et filiae avec neuf variations, un Te Deum laudamus avec Judex crederis, une Marche, andante et rondeau concertant, et quelques pièces restées manuscrites. Tout en continuant à utiliser les formes anciennes (fugue, voix humaine, fond d’orgue ou cornet de récit) et en respectant scrupuleusement le cadre liturgique, il remplit ses livres d’orgues de musique d’inspiration profane, avec nombre de musettes, cornemuses, tambourins, fanfares et chasses où l’élévation le cède sans partage au pittoresque. Plus que par le spectaculaire, Benaut se montre influencé par la musique de scène et par la mode des bergeries, des pastourelles et du retour à la nature – il fait preuve d’une étonnante connaissance de timbres populaires de Normandie, de Savoie, de Provence, de Flandre, ou encore d’Allemagne, d’Écosse ou de Pologne –, mais il ne renouvèle pas une musique qui n’invitait plus au recueillement.

### Quelques œuvres publiées
Catalogue des Ouvrages de la Composition du Sieur Benaut, Maître de Clavecin
(Compilation partielle établie d’après la dernière page des éditions originales à compte d’auteur.)

#### Clavecin
Pièces de Clavecin ou Forte Piano
- Premier Livre (1773)
- Trois Sonates avec accompagnement d’un Violon
- Concerto
- Sonate

Pièces de Clavecin avec variations
- La Furstemberg avec 12 variations
- Le Curé de Pompone avec 15 variations
- Marche des Filles Samnites avec 15 Variations
- Air de Malbruck avec neuf Variations
- Ah ! vous dirai-je maman avec 24 Variations
- Menuet de Ficher avec 8 Var. en Maj. et 8 Var. en Min.
- Menuet de la Reine avec 9 Variations

Arriettes, Duos, Trios d’Opéras et Opéras comiques etc., arrangés en Pièces de Clavecin
- 1er Recueil d’Arriettes choisies
- 1er Recueil de Vaudevilles
- 1er Recueil de Duos d’Opéras comiques
- 2e Recueil d’Arriettes choisies
- 2e Recueil de Vaudevilles
- 2e Recueil de Duos d’Opéras comiques
- 3e Recueil d’Arriettes choisies
- 3e Recueil de Vaudevilles
- 3e Recueil de Duos d’Opéras comiques

Amusemens des Dames, Composé de Menuets, de Contre-danses, Allemandes et Angloises arrangées pour le Clavecin ou le Forte-Piano
- 12 Recueils

Les mêmes arrangés pour la harpe.

#### Clavecin et instruments
Arriettes, Duos, Trios d’Opéras et Opéras comiques etc., arrangés pour le Clavecin avec les Paroles, la Basse chiffrée et accompagnement de deux Violons et Violoncelle
- 38 Recueils

Ouvertures arrangées en Pièce de Clavecin (ou Forte-Piano) avec accompagnement d’un Violon et Violoncelle ad Libitum
- De Zémire et Azor
- De l’Ami de la Maison
- De Julie (de Dezède)
- De l’Union de l’Amour et des Arts
- De l’Amitié à l’épreuve et la Romance
- Du Devin du Village et Pantomime
- De la Rosière de Salenei et la Marche
- D’Iphigénie en Aulide
- D’Henry IV, et la Marche
- Entr-acte et Ronde d’Henry IV
- De la Colonie
- De Lucille
- De la fausse Magie
- Du Tableau parlant
- Du Huron
- Du Silvain
- Du Magnifique
- Des deux Avares
- De la belle Arsène
- De Mirza et ballet
- De Fleur d’épine
- De Céphale et Procris
- De Castor et Pollux
- D’Alceste
- D’Armide
- De l’Olympiade
- Des Mariages Samnites
- De l’Arbre enchanté
- Des trois Fermiers et entracte
- Du Seigneur bienfaisant
- Du Déserteur
- De Rose et Colas
- Des Deux Comtesses
- De la Frascatana et Rondeau
- De Myrtil et Licoris
- Du Jaloux à l’épreuve
- De Mydas
- De la Finte Jardinière d’Helé
- D’Iphigénie en Tauride
- Du Chevalier errant
- De l’Amour soldat
- De l’Écho et Narcisse
- De l’Idole de la Chine
- Des Mariages par supercherie
- Du Mari indolant
- De la bonne Fille
- De l’Amant jaloux
- D’Atys
- D’Aucassin et Nicolette
- De Colinette à la Cour
- De la Chercheuse d’esprit

etc.
Ouvertures arrangées pour deux Violons ou deux Fluttes avec accompagnement d’un Violoncelle ad Libitum
Cf. liste précédente.
Recueil de Rondeaux Italiens, Romances, etc. Dédié à la Reine, arrangés pour le Clavecin ou le Forte-Piano avec accompagnement de deux Violons et la Basse chiffrée.
- 12 Recueils
- Rondeau sur la Paix dédié au Roy
- Rondeau sur la Naissance de Mgr. le Dauphin
- Berceau de Madame fille du Roy

#### Orgue
Pièces d’Orgue – pour toutes sortes d’Offices d’Église
- 1er Livre de Versets en Ré min. et Maj.
- 2e Livre de Versets en Sol Min. & Maj.
- 3e Livre de Versets en La Min. & Maj.
- 4e Livre de Versets en La et Sol Maj.
- 5e Livre de Versets en Ut Maj. & Min.
- 6e Livre de Versets en Fa Maj. & Min.
- 7e Livre de Versets en Ré Maj. & Min.
- 8e Livre de Versets en Sol Maj. & Min.
- 9e Livre de Versets en Ré Maj. & Min.
- 10e Livre de Versets Mib Maj. & Min.

Pièces d’Orgue – Messes, Hymnes et Magnificat
dans tous les Tons soit en Majeur, soit en Mineur
- Hymne en Mi Majeur
- Hymne en Mi Mineur
- Hymne en La Majeur
- Hymne en La Mineur
- Hymne en Sib Mineur
- Hymne en Si mineur
- Te Deum Laudamus avec Judex crederis
- O filii et filiæ avec 9 Variations
- Carillon des Morts

- Magnificat en Ut Majeur
- Magnificat en Mi Mineur
- Magnificat en Fa Majeur
- Magnificat en Sol Mineur

- Messe en Ut Majeur
- Messe en Ut mineur
- Messe en Ré Majeur
- Messe en Ré Mineur
- Messe en Mi Mineur
- Messe en Fa Majeur
- Messe en Sol Majeur
- Messe en Sol Mineur
- Messe en La Majeur
- Messe en La Mineur

Pièces d’Orgue – En Noëls flamand, françois et Italiens etc., avec Variations
- Messe en Ré Mineur
- Messe en Fa Majeur

- Magnificat en Sol Majeur
- Magnificat en Ré Mineur

- 1er Livre de Noëls avec Variations

#### Musique spirituelle
- Motet « O sacrum » avec la basse chiffrée

### Éditions modernes des œuvres de Benaut
- French Classical Noels and Magnificats for Solo Organ, éd. Barbara Harbach, Pullman, Vivace Press, 1996
- Pièces d’orgue : messe en ut mineur, éd. Eberhard Hofmann, Ditzingen, Musica Rinata, 2000
- Messe en fa majeur, éd. Jean-Luc Gester et Damien Vaisse, Strasbourg, Cahiers de Tourdion, 2004.
- Messe en ut mineur pour orgue, préface de Damien Vaisse, édition de Yannick Merlin, Sampzon, éd. Delatour France, 2009, 34 p. ill.

Des pièces de la fille du compositeur, Mlle Benaut, figurent dans l’anthologie Eighteenth Century French and English Music for the Harpsichord, éd. Martha Secrest Asti, Bryn Mawr, Hildegard Pub. Co., 1998.